# Mount Everett
Der Mount Everett ist mit 2.602 ft (793,1 m) die höchste Erhebung der südlichen Taconic Mountains in den US-Bundesstaaten Massachusetts, Connecticut und New York.
Seinen heutigen Namen erhielt der Berg 1839 vom Geologen Edward Hitchcock, der ihn nach dem damaligen Gouverneur von Massachusetts (1836–1839) und späteren Präsident der Harvard University (1846–1849) Edward Everett benannte. Der Mount Everett ist auch unter Bald Dome, Bald Peak, Dome Peak, Mount Washington, Takonnack Mountain und Taughanuc Mountain bekannt.
Der Gipfel und die Westseite des Bergs liegen auf dem Stadtgebiet von Mount Washington, während die östliche Flanke in Sheffield liegt. Der größte Teil der Erhebung liegt innerhalb der Mount Everett State Reservation bzw. des Mount Washington State Forest; die übrigen Bereiche sind ebenfalls als Schutzgebiet ausgewiesen.
Auf seiner Ostseite entwässert der Mount Everett über den Race Brook, Schenob Brook und Hubbard Brook in den Housatonic River und schließlich in den Long Island Sound, auf der Westseite führt er sein Wasser über den Guilder Brook, City Brook und Bash Bish Brook in den Roeliff Jansen Kill, der zuletzt über den Hudson River in den Atlantischen Ozean mündet.